# Jean-Marie Guyau
Pour les articles homonymes, voir Guyau.

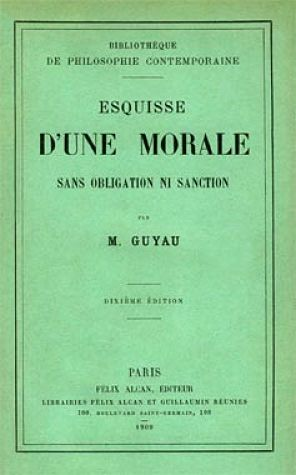
Esquisse d'une morale sans obligation ni sanction (édition de 1909).

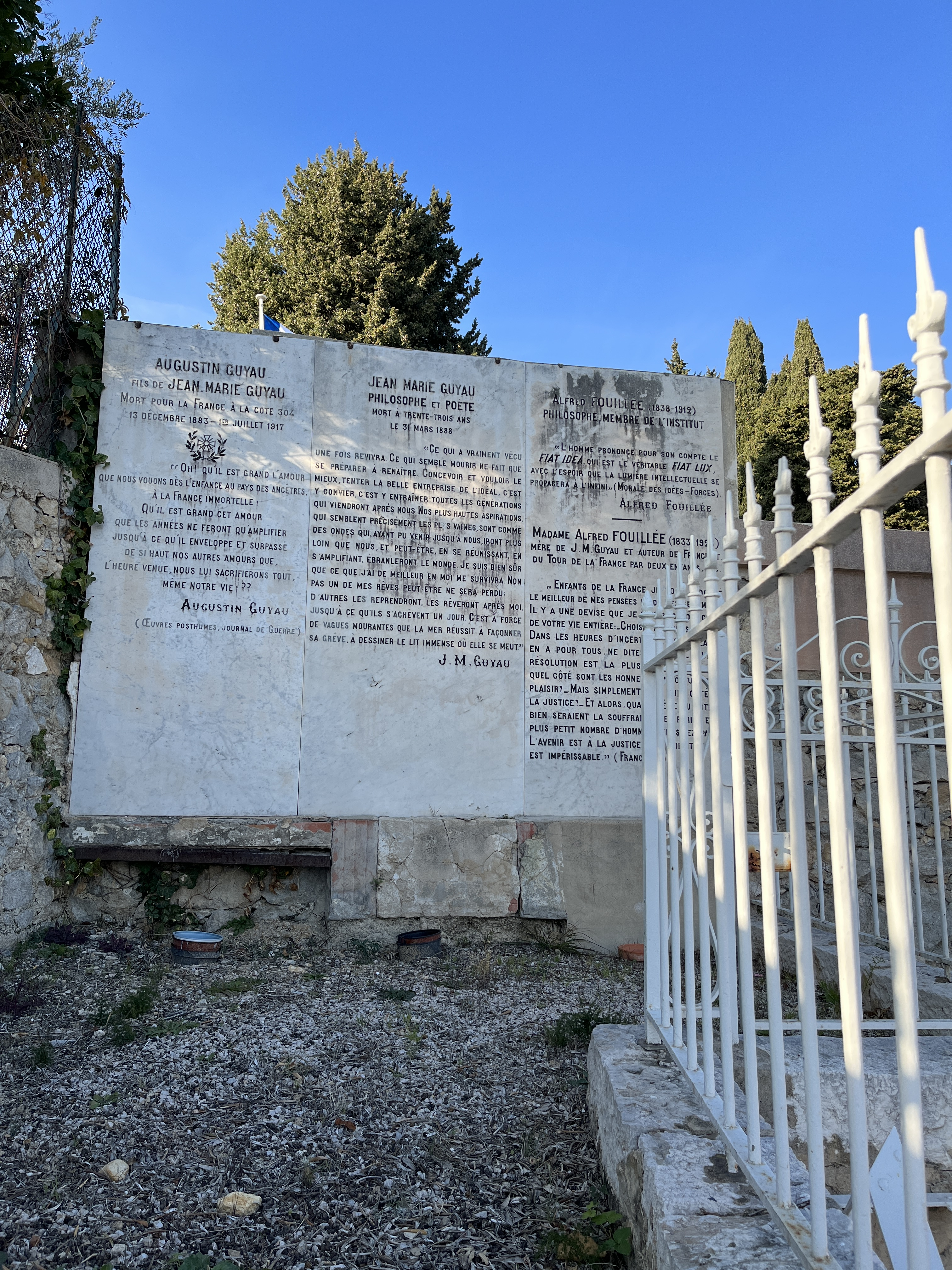
Tombe de Jean-Marie Guyau au cimetière du Trabuquet, à Menton (Alpes-Maritimes).

Jean-Marie Guyau, né à Laval le 28 octobre 1854 et mort à Menton le 31 mars 1888, est un philosophe et poète libertaire français. Il a parfois été considéré comme le « Nietzsche français ».

## Biographie
Jean-Marie Guyau est le fils d’Augustine Tuillerie, autrice du Tour de la France par deux enfants, publié en 1877 sous le pseudonyme de G. Bruno, en référence à Giordano Bruno, et remariée au philosophe Alfred Fouillée.
Passionné par la poésie et la philosophie, Guyau lit tous les grands textes, avec une préférence marquée pour Hugo, Corneille, Musset, Épictète, Platon, et Kant. Licencié ès-lettres à dix-sept ans, il traduit le Manuel d'Épictète. Il est conquis par le stoïcisme, qui inspire sa résistance souriante à la phtisie (tuberculose) qui devait l’emporter à l'âge de trente-trois ans. 
A 19 ans, il rédige La morale utilitaire depuis Épicure jusqu’à l’école anglaise contemporaine, plus de 1000 pages sur l'épicurisme.
Il est vite séduit par les écrits de Herbert Spencer, notamment Data of Ethics (1879), dont il résume les lignes de force dans La Morale anglaise contemporaine. Enseignant au lycée Condorcet, il publie des ouvrages pédagogiques, puis, installé dans le Midi pour affronter les premières atteintes de sa maladie, de nombreux ouvrages philosophiques et des poésies.
Son œuvre majeure, Esquisse d'une morale sans obligation ni sanction, profondément novatrice, semble avoir beaucoup impressionné Nietzsche qui avait abondamment couvert les ouvrages de Guyau de notes marginales durant son séjour à Nice. Nietzsche commente et cite abondamment cette œuvre, ainsi que L'Irréligion de l'avenir, autre œuvre importante de Guyau, dans son Ecce homo. Toutefois, les œuvres majeures de Nietzsche ont été rédigées avant la parution de l’Esquisse d'une morale sans obligation ni sanction et on peut plutôt parler de communauté d'esprit sur certains aspects de leur pensée respective que d'inspiration. De la même manière, Henri Bergson, à lire Vladimir Jankélévitch, reprit en partie les intuitions de Guyau en ce qui concerne l'idée de vie. Pierre Kropotkine s'y réfère également dans La Morale anarchiste, allant même jusqu'à faire de Guyau le « jeune fondateur de l'éthique anarchiste », éthique qu'il définit comme « la science de la morale des sociétés ». Guyau a également inspiré le penseur japonais matérialiste et athée Nakae Chômin. Le philosophe espagnol José Ortega y Gasset le décrit comme « génial » et loue sa tentative innovante d'approche sociologique de l'art. 
Son épouse a publié, sous le pseudonyme de Pierre Ulric, de brefs romans pour la jeunesse. Jean-Marie Guyau est le père du philosophe Augustin Guyau.

## Œuvres
- La Littérature chrétienne du IIe au IVe siècle, extraits des Pères de l'Église latine, suivis d'extraits des poètes chrétiens, Paris, C. Delagrave, 1876, in-16, 294 p.
- La Morale d'Épicure et ses rapports avec les doctrines contemporaines, Paris : Éd. Germer Baillière, coll. « Bibliothèque de philosophie contemporaine »», 1878, in-8°, 291 p. Lire en ligne.
  - réédité par Encre Marine, 392 p.,  (ISBN 978-2909422664)
- La Morale anglaise contemporaine, morale de l'utilité et de l'évolution, Paris : Éd. Germer Baillière, coll. « Bibliothèque de philosophie contemporaine », 1879, in-8, XII-420 p. Lire en ligne.
- Vers d'un philosophe, Paris : Éd. Germer Baillière, 1881, in-16, VII-208 p. Lire en ligne.
- Les Problèmes de l'esthétique contemporaine, Paris : F. Alcan, coll. « Bibliothèque de philosophie contemporaine », 1884, in-8°, VIII-260 p. Texte sur wikisource.
- Esquisse d’une morale sans obligation ni sanction, Paris : F. Alcan, coll. « Bibliothèque de philosophie contemporaine », , 1885, in-8°, 254 p., rééd. Allia, Paris, 2008, 224 p. (ISBN 978-2-84485-262-5) Texte en ligne sur wikisource.
- L'Irréligion de l’avenir, étude sociologique, Paris : F. Alcan, coll. « Bibliothèque de philosophie contemporaine », 1887, in-8° Texte sur wikisource.
- L'Art au point de vue sociologique, Paris : F. Alcan, coll. « Bibliothèque de philosophie contemporaine », 1889, in-8°, XLVII-387 p. Lire en ligne.
  - réédité par Fayard, coll. « Corpus des œuvres de philosophie en langue française », 2001, 508 p.,  (ISBN 978-2213609140)
- Éducation et Hérédité : étude sociologique. Paris, Félix Alcan, coll. « Bibliothèque de philosophie contemporaine », 1889, XV-304 p., in-8 Lire en ligne.
- La genèse de l'idée de temps, avec une introd. par Alfred Fouillée, Paris : F. Alcan, coll. « Bibliothèque de philosophie contemporaine », 1890. XXXV-142 p. ; in-18 Lire en ligne.
  - réédité par L'Harmattan, coll. « Les introuvables », 2000, 142 p.,  (ISBN 978-2738472151)
- Pages choisies des grands écrivains : J. M. Guyau, éd. par Alfred Fouillée, Paris : A. Colin, 1895, XVI-341 p. Lire en ligne.

Livres scolaires
- La première année de lecture courante : morale, connaissances usuelles, devoirs envers la patrie, Paris : A. Colin, 1875, in-16, 336 p. Partie du maître, Paris : A. Colin, 1880, in-18, 466 p.
- L'Année enfantine de lecture,... Ouvrage composé conformément au nouveau programme de 1882 (cours élémentaire), Paris, A. Colin, 1883, in-18, 120 p.
- L'Année préparatoire de lecture courante : morale, connaissances usuelles, Paris, A. Colin, 1884, in-18, 216 p.
- Méthode Guyau. Lecture par l'écriture, Paris, A. Colin, 1893, 2 livrets in-8̊

Traductions
- Cicéron, Des suprêmes biens et des suprêmes maux. Traduction Desmarais, revue avec introduction et notes, suivie d'éclaircissements relatifs à l'histoire de l'épicurisme, Paris, C. Delagrave, 1875, in-18, XXXII-400 p. Lire en ligne.
- Manuel d'Épictète, traduction nouvelle, suivie d'extraits des ″Entretiens″ d'Épictète et des ″Pensées″ de Marc-Aurèle, avec une étude sur la philosophie d'Épictète, Paris, C. Delagrave, 1875, in-18, LXVI-211 p.
  - Traduction republiée par les éditions Mille et une nuits, coll. « La petite collection », 2005, 126 p.,  (ISBN 978-2842059033)
- Cicéron, De finibus bonorum et malorum (livres I et II), avec introduction et notes par M. Guyau, Paris : C. Delagrave, 1876, in-18, XXXVI-150 p.

Articles, publiés dans la Revue philosophique de la France et de l’étranger (RPFE), Paris, F. Alcan
- « L’hérédité morale et M. Spencer », RPFE, quatrième année, tome VII, janvier à juin 1879, p. 308-315 ; texte sur Gallica
- « De l’origine des religions », RPFE, quatrième année, tome VIII, juillet à décembre 1879, p. 561-584 ; texte sur Gallica
- « La mémoire et le phonographe », RPFE, cinquième année, tome IX, janvier à juillet 1880, p. 317-322 ; texte sur Gallica
- « Critique de l'idée de sanction », RPFE, huitième année, tome XV, janvier à juin 1883, p. 243-281 ; texte sur Gallica
  - réédité par L'Herne, coll. « Carnets de l'Herne », 2008, 93 p.,  (ISBN 978-2851978714)
- « L’Évolution de l’idée temps dans la conscience », RPFE, dixième année, tome XIX, janvier à juin 1885, p. 353-368 ; texte sur Gallica